# Estrechamiento de Márgenes
El estrechamiento de márgenes, conocido en inglés como margin squeeze, es una práctica anticompetitiva que ocurre cuando una empresa dominante en un mercado upstream —es decir, en la producción o suministro de insumos esenciales— fija precios mayoristas elevados o precios minoristas bajos, reduciendo significativamente los márgenes de ganancia para sus competidores en un mercado downstream, donde se venden los productos finales al consumidor. Esta estrategia puede limitar la viabilidad económica de los competidores, fortalecer la posición de mercado de la empresa dominante y, en última instancia, perjudicar a los consumidores al reducir la competencia.
El estrechamiento de márgenes suele surgir en mercados donde una empresa controla recursos o infraestructuras esenciales que son necesarios para que otras compañías operen en el mismo sector. En estos casos, la empresa dominante puede establecer precios mayoristas lo suficientemente altos para dificultar la rentabilidad de los competidores, mientras ofrece precios minoristas competitivos para atraer directamente a los consumidores. Esto crea una dinámica en la que las empresas rivales enfrentan barreras económicas insostenibles, lo que las fuerza a abandonar el mercado o limitar su participación.

## Definición y mecanismos
El estrechamiento de márgenes se caracteriza por tres elementos fundamentales. Primero, la empresa dominante debe tener control sobre un recurso o insumo esencial en el mercado upstream, como una red de telecomunicaciones o infraestructura logística. En segundo lugar, debe competir directamente en el mercado downstream con las empresas que dependen de su recurso. Por último, la diferencia entre el precio mayorista que cobra y el precio minorista que ofrece debe ser tan reducida que los competidores no puedan cubrir sus costos ni generar ganancias razonables.
Este tipo de práctica anticompetitiva es particularmente relevante en mercados regulados, donde la infraestructura básica es propiedad de una sola entidad que tiene la capacidad de controlar las condiciones de acceso para otros actores. El estrechamiento de márgenes no solo afecta a las empresas competidoras, sino que también puede influir en la dinámica de precios, innovación y calidad del mercado en general.

## Impacto en la competencia
El estrechamiento de márgenes tiene un impacto significativo en la dinámica de los mercados al restringir la competencia y consolidar el poder de las empresas dominantes. Uno de los efectos más visibles es la exclusión de competidores, quienes no pueden operar de manera rentable debido a márgenes insuficientes. Esto, a su vez, reduce la variedad de productos y servicios disponibles en el mercado, afectando la elección del consumidor.
Además, la ausencia de competencia efectiva disminuye los incentivos para la innovación. Las empresas dominantes, al no enfrentar presiones competitivas, tienen menos motivación para mejorar sus productos o servicios. En algunos casos, estas prácticas pueden llevar al establecimiento de monopolios, lo que genera precios más altos y menor calidad para los consumidores a largo plazo.
Aunque algunos defensores argumentan que el estrechamiento de márgenes puede beneficiar a los consumidores a corto plazo mediante precios reducidos, la mayoría de los estudios destacan que los riesgos de mercado concentrado y falta de diversidad superan ampliamente cualquier beneficio temporal.

## Casos relevantes
- Deutsche Telekom (2003): En 2003, la Comisión Europea sancionó a Deutsche Telekom por implementar un estrechamiento de márgenes en el mercado de telecomunicaciones de Alemania. La empresa estableció precios mayoristas elevados, lo que dificultaba que los competidores accedieran a su infraestructura de líneas fijas.[4]

- Telefónica (2007): En 2007, Telefónica fue multada con 151 millones de euros por aplicar un estrechamiento de márgenes en el mercado de banda ancha en España. Según la Comisión Europea, la empresa cobraba tarifas mayoristas altas y ofrecía precios minoristas competitivos, restringiendo la entrada de nuevos proveedores de servicios de internet.[5]

- Google Shopping (2017): En 2017, la Comisión Europea multó a Google con 2,420 millones de euros por priorizar su propio servicio de comparación de precios en los resultados de búsqueda. Esta práctica, aunque no un estrechamiento de márgenes tradicional, afectó la visibilidad de los competidores, limitando la competencia en el mercado digital.[6]

## Regulación y prevención
El estrechamiento de márgenes es considerado una infracción de las leyes antimonopolio en muchas jurisdicciones, incluyendo la Unión Europea y los Estados Unidos. Los reguladores evalúan varios factores para determinar si una empresa ha incurrido en esta práctica, como su poder de mercado, la estructura de precios y el impacto en la competencia. La regulación suele enfocarse en garantizar que las empresas dominantes no utilicen su posición para restringir el acceso al mercado ni para excluir a competidores.
Para prevenir el estrechamiento de márgenes, los reguladores pueden imponer tarifas mayoristas justas y transparentes, fomentar la inversión en infraestructuras alternativas y establecer sistemas de monitoreo continuo para identificar prácticas anticompetitivas. Estas medidas buscan garantizar la existencia de un mercado justo y competitivo, en beneficio tanto de los consumidores como de las empresas emergentes.